# Bonaventura Francesco Cavalieri
Bonaventura Francesco Cavalieri, italijanski matematik, fizik in astronom, * 1598, Milano, sedaj Italija, † 3. december (ali 30. november) 1647, Bologna.

## Življenje in delo
Cavalieri se je že zelo zgodaj v Milanu leta 1615 pridružil redu jezuitov. Leta 1616 je odšel v Piso. Nanj je v tem času zelo vplivalo Evklidovo delo.
Od leta 1629 je bil Cavalieri profesor v Bologni. Bil je Galilejev učenec. Ukvarjal se je s problemom kontinuuma. Pri njem se je pojavil pojem neskončno majhne količine.
Delal je na področju ravninske in sferne trigonometrije. Prvi je uvedel pojem žariščnih razdalj optičnih leč. Znan je zlasti po načelu iz elementarne geometrije, imenovanem po njem: prostornine geometrijskih teles z enako višino in s, osnovni ploskvi ploščinsko enakimi vzporednimi osnovnimi ravninskimi preseki, so enake. Načela ni moč neoposredno dokazati s prijemi elementarne geometrije in si je treba pomagati z orodji iz analize. Ukvarjal se je s kvadraturami in tudi s kvadraturo parabole.
Leta 1635 je svoje delo na področju nedeljivih podal v delu Geometria indivisibilibus continuorum nova quadam ratione promota. Tu je naprej razvil že Arhimedu znano metodo izčrpavanja in jo vključil v Keplerjevo teorijo neskončno majhnih geometrijskih količin.
Napisal je tudi delo Exercitationes Geometricae (1647).